# Phantasien
『Phantásien』（ファンタァジェン）は小泉今日子11枚目のオリジナル・アルバム。1987年7月21日にビクター音楽産業から発売された。同年8月1日には、CMディレクター李泰栄の第1回監督作品となるビデオグラムも発売されている。

## 背景
初の海外録音作品で、サウンド・プロデュースは土屋昌巳が担当している。シングル「水のルージュ」は土屋のアレンジによるアルバムバージョンで収録された。
本作のレコーディングがドイツで行われた理由として、小泉自身がロサンゼルスは自分に似合わないしロンドンではありきたりになってしまうと思い、そのとき偶々テレビでドイツの児童文学作家ミヒャエル・エンデの作品が取り上げられているのを見て「ドイツがいいかも」と直感的に思ったことがきっかけとなっている。レコーディングおよびビデオの撮影はベルリンで2週間かけて行われた。小泉はかねてから、収録曲やアートワークに一貫したストーリーを持たせ、各曲の世界観が一つに繋がっていくようなアルバムを作りたいと考えており、それを実現させたのが本作である。小泉自身、今でも大好きなアルバムと語っている。
本作より、小泉自身の作詞クレジットはこれまで使用された ″美夏夜″ から本名の ″小泉今日子″ 表記となった。

## 収録曲

### LP／CT
| #         | タイトル                         | 作詞       | 作曲      | 編曲             | 時間  |
| --------- | -------------------------------- | ---------- | --------- | ---------------- | ----- |
| 1.        | 「連れてってファンタァジェン」   | 安野ともこ | 細野晴臣  | 土屋昌巳         | 4:53  |
| 2.        | 「Fairy Tale」                   | 小泉今日子 | 土屋昌巳  | 土屋昌巳         | 4:14  |
| 3.        | 「遅い夏」                       | 銀色夏生   | 藤井尚之  | 土屋昌巳         | 4:46  |
| 4.        | 「水のルージュ」(Berlin Version) | 松本隆     | 筒美京平  | 土屋昌巳・中村哲 | 5:07  |
| 5.        | 「Strange Fruits」               | 小泉今日子 | 土屋昌巳  | 土屋昌巳         | 2:14  |
| 合計時間: | 合計時間:                        | 合計時間:  | 合計時間: | 合計時間:        | 21:14 |

| #         | タイトル                       | 作詞      | 作曲       | 編曲             | 時間  |
| --------- | ------------------------------ | --------- | ---------- | ---------------- | ----- |
| 1.        | 「寝ながら書いたラブ・レター」 | 銀色夏生  | 土屋昌巳   | 土屋昌巳・中村哲 | 4:30  |
| 2.        | 「ひどい顔して愛シテ」         | 銀色夏生  | 福岡ユタカ | 土屋昌巳         | 3:35  |
| 3.        | 「この涙の谷間」               | 銀色夏生  | 関口和之   | 土屋昌巳         | 5:03  |
| 4.        | 「あなたになりたい」           | 銀色夏生  | 福岡ユタカ | 土屋昌巳         | 4:50  |
| 5.        | 「サーチライト」               | 銀色夏生  | 銀色夏生   | 土屋昌巳         | 3:33  |
| 合計時間: | 合計時間:                      | 合計時間: | 合計時間:  | 合計時間:        | 21:31 |

### Phantasien+2
- 2007年8月22日発売。全曲デジタルリマスター盤・紙ジャケット仕様[2]。新たに2曲がボーナス・トラックとして収録された。

| #         | タイトル                         | 作詞       | 作曲         | 編曲             | 時間  |
| --------- | -------------------------------- | ---------- | ------------ | ---------------- | ----- |
| 1.        | 「連れてってファンタァジェン」   | 安野ともこ | 細野晴臣     | 土屋昌巳         | 4:53  |
| 2.        | 「Fairy Tale」                   | 小泉今日子 | 土屋昌巳     | 土屋昌巳         | 4:14  |
| 3.        | 「遅い夏」                       | 銀色夏生   | 藤井尚之     | 土屋昌巳         | 4:46  |
| 4.        | 「水のルージュ」(Berlin Version) | 松本隆     | 筒美京平     | 土屋昌巳・中村哲 | 5:07  |
| 5.        | 「Strange Fruits」               | 小泉今日子 | 土屋昌巳     | 土屋昌巳         | 2:14  |
| 6.        | 「寝ながら書いたラブ・レター」   | 銀色夏生   | 土屋昌巳     | 土屋昌巳・中村哲 | 4:30  |
| 7.        | 「ひどい顔して愛シテ」           | 銀色夏生   | 福岡ユタカ   | 土屋昌巳         | 3:35  |
| 8.        | 「この涙の谷間」                 | 銀色夏生   | 関口和之     | 土屋昌巳         | 5:03  |
| 9.        | 「あなたになりたい」             | 銀色夏生   | 福岡ユタカ   | 土屋昌巳         | 4:50  |
| 10.       | 「サーチライト」                 | 銀色夏生   | 銀色夏生     | 土屋昌巳         | 3:33  |
| 11.       | 「水のルージュ」(Dancing Mix)    | 松本隆     | 筒美京平     | 大村雅朗         | 6:45  |
| 12.       | 「天使になりたい」               | 川村真澄   | 井上ヨシマサ | 土屋昌巳         | 4:17  |
| 合計時間: | 合計時間:                        | 合計時間:  | 合計時間:    | 合計時間:        | 53:47 |